# Farbwechsel
Farbwechsel bezeichnet in der Biologie die Fähigkeit von Tieren, die Färbung ihrer Körperoberfläche ganz oder teilweise deutlich zu verändern. Ein Wechsel der Körperfärbung kann eine Form der chromatischen Anpassung darstellen, wodurch sich ein Tier im Sinne einer Tarnfärbung den Verhältnissen seiner Umgebung anpasst, etwa durch saisonalen Wechsel des Haarkleides. Ein Farbwechsel kann auch ein soziales Signal darstellen, beispielsweise als Balztracht.
Nach den zugrunde liegenden Mechanismen wird zwischen verschiedenen Arten von Farbwechseln unterschieden. Als morphologischer Farbwechsel wird ein Wechsel der Färbung infolge der Neubildung struktureller Gestaltmerkmale bezeichnet und damit von einem sogenannten physiologischen Farbwechsel unterschieden, bei dem durch Vorgänge der Verteilung bereits gebildeter Pigmente teilweise rasche Veränderungen von Färbungsmustern möglich sind.

## Morphologischer Farbwechsel

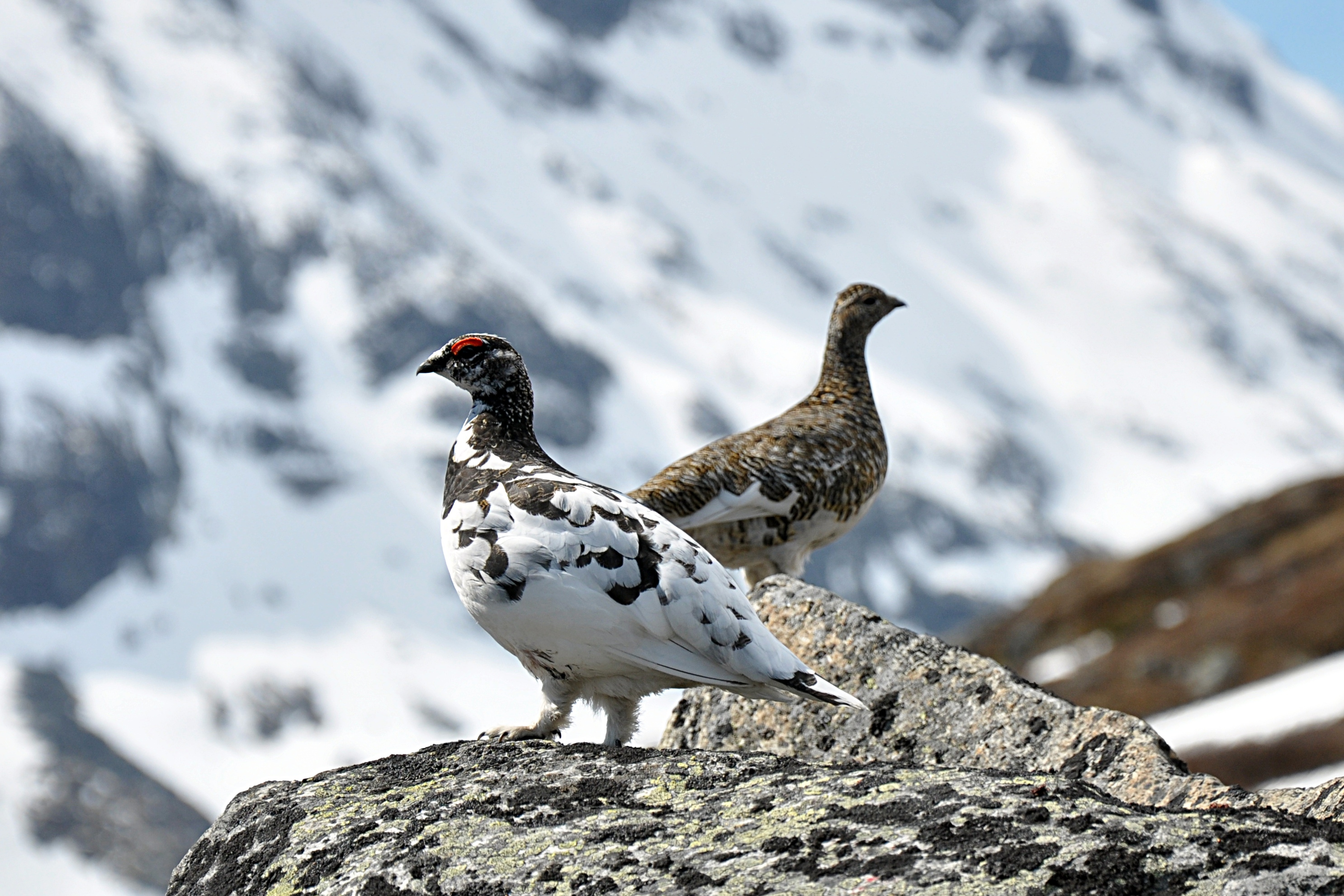
Alpenschneehühner ändern mit dem Gefiederwechsel im Frühjahr ihre Tarnfärbung

Nicht wenige Tiere verändern im Laufe eines Jahres die Färbung ihrer Gestalt als morphologische Färbung im saisonalen Wechsel entsprechend den in ihrer Umgebung auftretenden Jahreszeiten. Können sie durch Veränderung der Menge von Farbpigmenten in den Farbzellen oder durch Änderung der Zahl an Pigmentzellen ihre Haut und deren Anhangsgebilde wie Haare oder Federn auf längere Dauer verändern und damit zwischen einem Sommerkleid und einem Winterkleid wechseln, so spricht man von Saisondimorphismus. Dieser Fellwechsel oder Gefiederwechsel dauert oft Wochen und geschieht bei vielen Tieren in Jahreszeitenklimaten; typische Beispiele hierfür sind das Hermelin und das Alpenschneehuhn.
Andere Tiere ändern ihre optische Erscheinung, indem sie im Laufe ihrer individuellen Entwicklung bei der Ontogenese verschiedene Stadien durchlaufen, in denen sie unterschiedliche Gestalt annehmen. Beispielsweise können sie sich mit dieser ontogenetischen Farbänderung an die in verschiedenen Stadien jeweils bevorzugten Aufenthaltsbereiche tarnend anpassen, wie die Gemeine Strandkrabbe. Die ontogenetische Farbänderung lässt juvenile Tiere anders aussehen als adulte, auch bei nur wenig veränderter Anatomie (siehe auch Jugendkleid).

## Physiologischer Farbwechsel
Der sogenannte physiologische Farbwechsel wird durch die Veränderung der Lage von Pigmenten innerhalb von Zellen oder durch Veränderung der Gestalt von Farbzellen, den Chromatophoren, erreicht. Dieser Wechsel in Färbung und Muster der Körperoberfläche kann sich bei Kopffüßern von einem Augenblick zum anderen vollziehen und dauert bei manchen Arten von Tintenfischen nur Sekunden.
Säugetieren und Vögeln fehlt die Fähigkeit zu einem durch Chromatophoren vermittelten physiologischen Farbwechsel. Als ein Farbwechsel in weiterem Sinn kann aber die durch Veränderung der Durchblutung bestimmter nackter Hautpartien auftretende Rötung aufgefasst werden. Beispiele hierfür sind die Drohgebärde des Blutbrustpavians und die Schamröte eines Menschen.
Dagegen fällt die Bräunung der Haut beim Menschen nicht unter den Begriff des Farbwechsels, auch wenn die Hautbräune durch Sonnenbaden willentlich verstärkt werden kann. Diese Pigmentierung dient dem felllosen Primaten nicht als saisonal wechselndes Tarnkleid, sondern als Schutz vor Schädigungen von Zellen der Haut durch übermäßige Einwirkung von Sonnenstrahlung. Insbesondere die kurzwellige (280–315 nm) Ultraviolettstrahlung löst in den Pigmentzellen der Oberhaut eine vermehrte Bildung von Melanin aus, was sich mit einer Verzögerung von rund drei Tagen abhängig von der Hautfarbe als Zunahme der Hautbräunung zeigen kann. Bei Menschen, die sich das ganze Jahr über viel in freier Natur aufhalten, wechselt die Färbung ihrer Körperoberfläche dadurch nur wenig.